# Alessandra Amoroso
Alessandra Amoroso, née à Galatina, dans les Pouilles, le 12 août 1986, est une chanteuse italienne. Elle gagne en 2009 le concours italien télévisuel Amici di Maria De Filippi. Elle signe avec le label Sony Music Italie.

## Carrière
Enfant, Amoroso participe à des compétitions locales avec de bons résultats. En juin 2007, elle participe à un concours, Fiori di Pesco, en chantant la chanson Amor mio, et se place première. À 17 ans, elle auditionne pour Amici mais échoue.

### Amici di Maria De Filippi
Le 5 octobre 2008, Amoroso passe une audition pour la huitième saison d' Amici di Maria De Filippi, en chantant le single d'Alicia Keys, If I Ain't Got You. Rudy Zerbi, le chairman de Sony Music Italie, assigne trois singles inédits à Amoroso. Elle participe à la compilation du programme, Scialla. Find a Way atteint la quatrième place dans les classements, tandis que Immobile atteint la première position,. Durant le programme, la chanteuse se distingue grâce à sa voix. Le 25 mars 2009, Amoroso est proclamée vainqueur de Amici di Maria De Filippi, et remporte le prix de 200 000 euros. La même soirée, elle reçoit 50 000 euros qui lui permettront de continuer ses études avec le professeur de chant Luca Jurman.

### Stupida

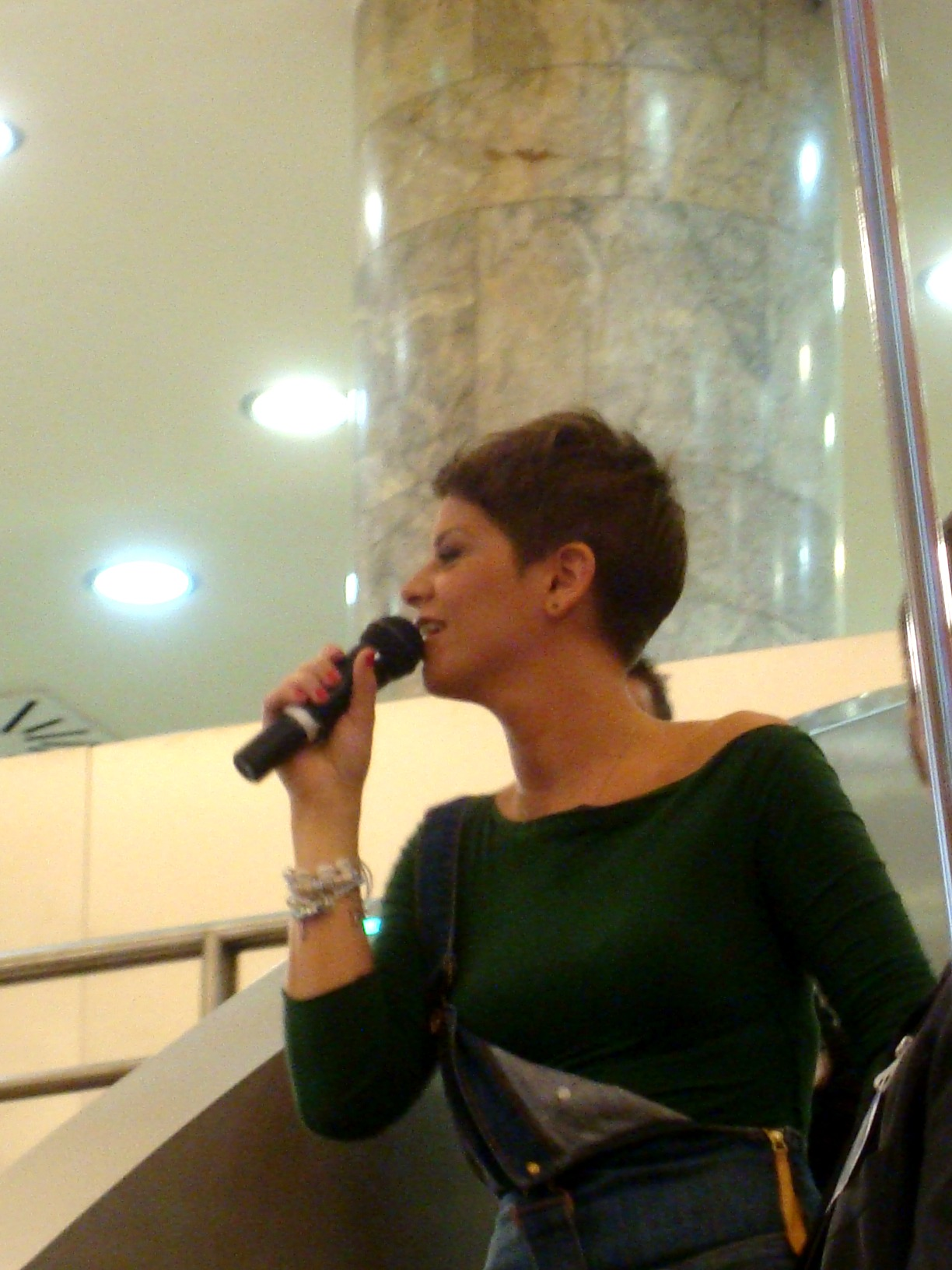
Alessandra Amoroso.

Après la finale d' Amici di Maria De Filippi, Alessandra fait paraître son premier single, Stupida le 27 mars 2009. La chanson est un succès et atteint la première position de la Federation of the Italian Music Industry (FIMI). Le 10 avril 2009, Sony Music Italie produit son premier EP, Stupida. L'album est certifié disque d'or sous réserve, après la commande de 35 000 exemplaires. Le 6 juin 2009 à Verona, Alessandra reçoit Wind Music Awards pour ses ventes de Stupida et de la compilation Scialla, certifiés multiple disque de platine. Du 3 au 8 mai 2009, elle collabore avec l'ADMO, une campagne de sensibilisation.
Le 29 décembre 2009, elle passe des tests pour faire don d'une moelle osseuse,. Le 20 juin 2009, Alexandra démarre la Stupida Tour, jusqu'au 22 septembre 2009. En parallèle, Alessandra participe à d'autres tournées comme le Radio Norba Battiti Live et Trl On Tour,,,. Le 21 juin 2009, elle joue à la soirée Amiche per l’abruzzo, organisée par Laura Pausini, au stade de San Siro à Milan. Du 19 juin au 22 septembre, Amoroso lance une tournée promotionnelle d'été pour l'EP Stupida dans tout l'Italie. Le 20 août 2009, Amoroso enregistre, pendant le Stupida Tour, son concert à guichet fermé à l'Arena Ciccio Franco à Reggio Calabria. En 2010, Stupida dénombre plus de 200 000 exemplaires vendus en Italie, et est ainsi certifié double disque de platine,.

### Senza nuvole

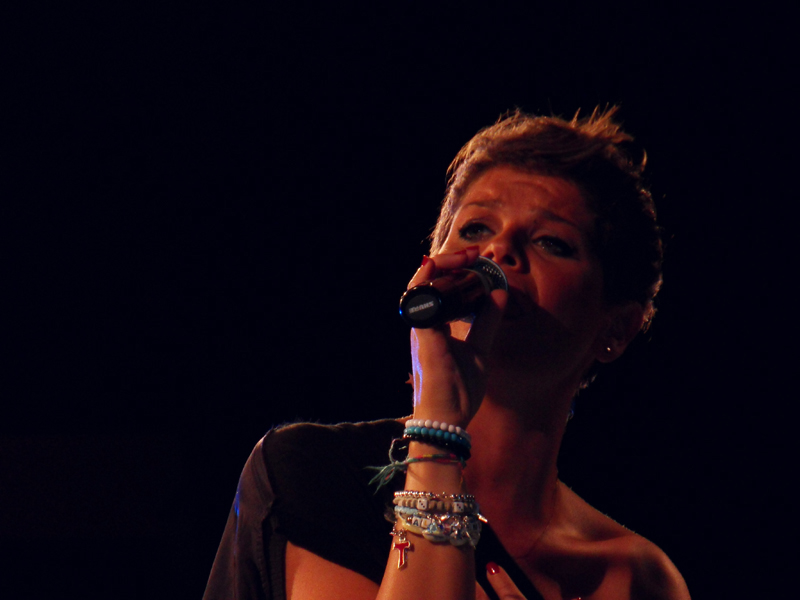
Alessandra Amoroso en concert à Turin.

Le 12 septembre 2009 à Rome - lors du Reggaexplosion - Alessandra joue en duo avec Sud Sound System. Le 3 octobre 2009, elle participe à l'O' Scià, un événement musical organisé par Claudio Baglioni. Le 31 juillet 2009, lors du Stupida Tour, Sony annonce officiellement la date de sortie officielle de l'album d'Alessandra Amoroso, pour le 25 septembre 2009. Le titre, annoncé les jours suivants, est Senza nuvole. Sony publié également une version de l'album avec un DVD bonus de scènes inédits d'Alessandra au studio d'enregistrement en été,. L'album est anticipé par le titre Estranei a partire da ieri, diffusé à la radio le 28 août. Le 8 octobre, des extraits de l'album sont joués au Limelight à Milan. Les fans pouvaient regarder le concert via 37 salles de cinéma diffusé par satellite en haute définition. L'album atteint la première position de la Federation of the Italian Music Industry, pendant quatre semaines. Le second single de l'album est intitulé Senza nuvole, également bande originale de Love 14, un film de Federico Moccia. Le clip est récompensé dans la catégorie « meilleure vidéo en 2009 » au Rome Clip Film Festival du 10 décembre 2009. Depuis novembre 2009, Alexandra fait la publicité pour Aiutiamo Francesco, une œuvre caritative destinée aux jeunes garçons atteints de leucomalacie périventriculaire.
Du 21 janvier au 13 mars 2010, Alessandra organise une tournée appelée Senza Nuvole Live Tour. Le 22 janvier 2010, une nouveau single est extrait de l'album : Mi sei venuto a cercare tu. Au Sanremo Festival de 2010, Alessandra chante avec Valerio Scanu. Le 2 avril 2010, le dernier single de l'album, intitulé Arrivi tu, devient le hit de l'été 2010 en Italie. Le 8 mai 2010, Alessandra participe aux TRL Awards, après deux nominations dans les catégories MTV TRL First Lady et My Trl Best Video. Alessandra participe également aux Wind Music Awards 2010, durant lesquels elle est récompensée grâce aux ventes de son album Senza nuvole. Du 4 juillet au 12 septembre 2010, Alessandra organise le Un'Estate Senza Nuvole Live Tour. Le premier album d'Alessandra Amoroso dénombre 210 000 exemplaires vendus, et est certifié multiple disque de platine,.

### Il mondo in un secondo
Le 15 juillet 2010, Sony Music Italie annonce officiellement le deuxième album d'Alessandra Amoroso. Le titre, Il mondo in un secondo, est annoncé sur le forum officiel de la chanteuse le 29 août 2010. L'album est prévu pour le 28 septembre 2010. L'album est anticipé par le single La mia storia con te le 1er septembre 2010. La chanson est popularisée. La mia storia con te est choisie comme bande originale du film La figlia di Elisa 2.

### Amore puro
Le 24 septembre 2013, Alessandra Amoroso sort son troisième album Amore puro. Cinq singles en sont extraits : Amore puro, Fuoco d'artificio, Non devi perdermi, Bellezza incanto e nostalgia et L'hai dedicato a me.

### Alessandra Amoroso, l'album en espagnol
Le 18 septembre 2015, l'artiste sort un album en espagnol Alessandra Amoroso produit par José Luis Pagan. A ce jour, elle n'a pas renouvelé l'expérience et se consacre à une carrière italienne.

### Vivere a colori
Le 7 novembre 2015, Alessandra Amoroso présente le single Stupendo fino a qui. Il anticipe son quatrième album studio Vivere a colori. Le 26 février 2016, le second single extrait, Comunque Andare, écrit et composé par Elisa (Elisa Toffoli, auteur-compositeur-interprète), sera certifié quadruple disque de platine. L'album est 18e dans le classement des albums les plus vendus dans le monde.

### 10
Le 5 octobre 2018 sort le cinquième album studio d'Alessandra Amoroso, le titre célébrant les dix ans de carrière de l'artiste. Quatre singles en sont tirés : La stessa, Trova un modo, Dalla tua parte, Forza e coraggio.
Le 15 janvier 2021, Alessandra sort Pezzo di cuore single en duo avec Emma Marrone. Le 8 avril 2021, elle présente Sorriso grande, single qui est le prélude à un prochain album studio.

### Tutto accade
Le 22 octobre 2021 sort le sixième album studio d'Alessandra Amoroso, "Tutto Accade", dont cinq singles sont tirés : Piuma, Sorriso grande, Tutte le volte, Canzone inutile, Camera 209. Le13 juillet 2022, pour promouvoir l'album, elle se produit pour la première fois au stade San Siro à Milan.

### Fino a qui
Après une pause, Alessandra Amoroso participe pour la première fois au festival de San Remo 2024 où elle présente la chanson Fino a qui  laquelle se classe neuvième. À partir de ce single est annoncée une tournée en décembre 2024 Fino a qui tour.

## Vie privée
Elle a été la compagne du producteur discographique Stefano Settepani de 2017 à 2019.
Depuis 2023, elle partage la vie du technicien du son Valerio Pastore. En mars 2025, elle a annoncé être enceinte de leur première fille.

## Style et influences musicales
La chanteuse a déclaré que ses principales influences musicales sont Anastacia et pour la musique italienne Mina.

## Discographie

### Albums studio
- 2009 : Senza nuvole (ITA : quadruple disque de platine avec plus de 210 000 ventes[18],[35])
- 2010 : Il mondo in un secondo (ITA : triple disque de platine avec plus de 180 000 ventes[18])
- 2011 : Cinque passi in più (ITA : triple disque de platine avec plus de 180 000 ventes)
- 2013 : Amore Puro (ITA : double disque de platine avec plus de 100 000 ventes)
- 2015 : Alessandra Amoroso (SPA)
- 2016 : Vivere a colori (ITA : disque de platine avec plus de 50 000 ventes)
- 2018 : 10 (ITA : disque de platine avec plus de 50 000 ventes)
- 2020 : Tutto accade

### EPs
- 2009 -  Stupida (ITA : triple disque de platine avec plus de 180 000 ventes)[17],[18]
- 2012 - Ancora di più - Cinque passi in più

### Singles
- 2009 : Immobile
- 2009 : Stupida
- 2009 : Estraenie a partire da ieri
- 2009 : Senza nuvole
- 2010 : Mi sei venuto cercare tu
- 2010 : Arrivi tu
- 2010 : La mia storia con te
- 2010 : Urlo e non mi senti
- 2011 : Niente
- 2011 : Dove sono i colori
- 2011 : E vero che vuoi restare
- 2012 : Ti aspetto
- 2012 : Ciao
- 2013 : Amore puro
- 2013 : Fuoco d'artificio
- 2014 : Non devi perdermi
- 2014 : Bellezza,incanto e nostalgia
- 2014 : L'hai dedicato a me
- 2015 : Mi siento sola
- 2015 : Stupendo fino a qui
- 2016 : Communque andare
- 2016 : Vivere a colori
- 2016 : Sul ciglio senza fare rumore
- 2017 : Fidati ancora di me
- 2018 : La stessa
- 2018 : Trova un modo
- 2019 : Dalla tua parte
- 2019 : Forza e coraggio
- 2019 : Immobile 10+1
- 2020 : Karakoe avec le groupe Boomdabash
- 2021 : Pezzo di cuore duo avec Emma Marrone
- 2021 : Piuma
- 2021 : Sorriso grande
- 2021 : Tutte le volte
- 2021 : Canzone inutile
- 2022 : Camera 209
- 2022 : Notti blu
- 2024 : Fino a qui
- 2024 : Mezzo rotto duo avec BigMama
- 2024 : Si mette male
- 2024 : Rimani rimani rimani
- 2025 : Cose stupide
- 2025 : Serenata duo avec Serena Brancale